# Сталінградський фронт
Сталінградськи́й фронт — оперативно-стратегічне об'єднання радянських військ, що існувало у складі Дієвої армії СРСР у період з 12 липня до 30 вересня 1942 та з 30 вересня 1942 до 1 січня 1943 року на південному фланзі німецько-радянського фронту.

## Історія

### 1-ше формування
Сталінградський фронт утворений 12 липня 1942 року на підставі директиви Ставки ВГК на базі польового управління військ Південно-Західного фронту під командуванням маршала Радянського Союзу С. К. Тимошенко та з'єднань РГК. До складу фронту увійшли 8-ма, 21-ша, 62-га, 63-тя, 64-та загальновійськові армії. Надалі до його складу входили 1-ша гвардійська, 24-та, 28-ма, 38-ма, 51-ша, 57-ма, 66-та загальновійськові армії, 1-ша і 4-та танкові армії, 16-та повітряна армія. В оперативному підпорядкуванні фронту перебували Волзька військова флотилія, Сталінградський корпусний район ППО.
Війська фронту були розгорнуті на оборонному рубежі на річці Дон, де були атаковані частинами 6-ї польової армії Вермахту, а потім і 4-ї німецької танкової армії. 7 серпня 1942 року з лівого крила фронту сформовано Південно-Східний фронт. З'єднання фронту були відтіснені на північ від Сталінграда. 10 серпня 1942 року фронт було підпорядковано командувачу Південно-Східного фронту.
У початковий період оборонних дій під Сталінградом радянські війська перевищували противника за кількістю дивізій — в 1,6 раза, за особовим складом — в 1,1 раза, за артилерією — в 2,3 раза, по танках — у 2,7 раза, за кількості літаків — поступалися в 1,1 раза.
7 серпня 1942 року, у зв'язку з зростанням ширини смуги оборони (близько 800 км), з південного крила Сталінградського фронту (1-го формування), директивою Ставки ВГК № 170554 від 5 серпня 1942 року, було створено Південно-Східний фронт (51-ша, 57-ма та 64-та армії). У складі Сталінградського фронту було залишено 21-шу, 62-гу, 63-тю, 4-ту танкову і 16-ту повітряну армії.
30 вересня 1942 року директивою Ставки ВГК від 28 вересня 1942 було скасовано єдине командування, а фронт перейменований на Донський фронт.
Війська Сталінградського фронту брали участь у наступних операціях:

#### Стратегічні операції:
- Сталінградська стратегічна оборонна операція 1942 року

#### Фронтові та армійські операції:
- Оборонна битва на ближніх підступах до Сталінграда і у місті 1942 року;
- Оборонна битва на далеких підступах до Сталінграда 1942 року.

## Командувачі
- Маршал Радянського Союзу С. К. Тимошенко (до 23 липня 1942);
- генерал-лейтенант В. М. Гордов (до 12 серпня 1942);
- генерал-полковник А. І. Єрьоменко (до 30 вересня 1942).

### 2-ге формування
Вдруге Сталінградський фронт було утворено 30 вересня 1942 року на підставі директиви Ставки ВГК від 28 вересня 1942 р. у складі 28-ї, 51-ї, 57-ї, 62-ї, 64-ї армії, 8-ї повітряної армії; з грудня до її складу увійшли також 5-та ударна та 2-га гвардійська армія.
У Сталінградській оборонній битві війська фронту у взаємодії з військами Південно-Східного і Донського фронтів виснажили наступальний потенціал противника і створили передумови щодо стратегічного контрнаступу радянськими військами.
У результаті Сталінградської наступальної операції (19 листопада 1942 — 2 лютого 1943 року) 20 листопада 1942 року війська Сталінградського фронту перейшли у наступ і 23 листопада у взаємодії з військами Південно-Західного фронту оточили вороже угруповання у міжріччі Волги та Дону. З 12 по 30 грудня війська фронту провели Котельниковську операцію, внаслідок якої відбили спробу противника деблокувати оточені під Сталінградом війська і розгромили його ударне угруповання.
1 січня 1943 року, на підставі директиви Ставки ВГК № 170720 від 30 грудня 1942 року, Сталінградський фронт було ліквідовано, штаб та фронтове управління фронту було перетворено на штаб та фронтове управління Південного фронту (2-го формування). 2-га гвардійська, 51-ша та 28-ма армія були передані Південному фронту, 57-ма, 62-га та 64-та армії — до складу Донського фронту.

## Командувачі
- генерал-полковник А. І. Єрьоменко (30 вересня 1942 — 1 січня 1943).